# Tour de Murcie 2021
La 41e édition du Tour de Murcie a lieu le 23 mai 2021, sur un parcours de 192,4 kilomètres tracé entre Los Alcázares et Alcantarilla. La course fait partie du calendrier UCI Europe Tour 2021 en catégorie 1.1.
La victoire revient à l'Espagnol Antonio Jesús Soto d'Euskaltel-Euskadi. Il devance les espagnols Ángel Madrazo (Burgos-BH) et Gonzalo Serrano (Movistar).

## Équipes participantes
15 équipes participent à la course - 3 WorldTeams, 7 ProTeams et 5 équipes continentales :
| WorldTeams (3)- Astana-Premier Tech - Movistar Team - UAE Team Emirates ProTeams (7)- Burgos-BH - Caja Rural-Seguros RGA - Euskaltel-Euskadi - Gazprom-RusVelo - Equipo Kern Pharma - Rally Cycling - Sport Vlaanderen-Baloise Équipes continentales (5)- Bahrain Cycling Academy - Electro Hiper Europa - Gios - Global 6 Cycling - Louletano-Loulé Concelho |
| |

## Classement final
| \| Classement général \| Classement général \| Classement général \| Classement général \| Classement général \| \| Coureur \| Coureur \| Pays \| Équipe \| Temps \| \| ------------------ \| --------------------- \| ------------------ \| ------------------- \| ------------------ \| \| 1er \| Antonio Jesús Soto \| Espagne \| Euskaltel-Euskadi \| 4 h 42 min 19 s \| \| 2e \| Ángel Madrazo \| Espagne \| Burgos-BH \| + 31 s \| \| 3e \| Gonzalo Serrano \| Espagne \| Movistar Team \| + 31 s \| \| 4e \| José Joaquín Rojas \| Espagne \| Movistar Team \| + 31 s \| \| 5e \| Ryan Gibbons \| Afrique du Sud \| UAE Team Emirates \| + 31 s \| \| 6e \| Jesús Ezquerra \| Espagne \| Burgos-BH \| + 31 s \| \| 7e \| Carlos Canal \| Espagne \| Burgos-BH \| + 31 s \| \| 8e \| Gotzon Martín \| Espagne \| Euskaltel-Euskadi \| + 31 s \| \| 9e \| Jonas Gregaard Wilsly \| Danemark \| Astana-Premier Tech \| + 31 s \| \| 10e \| Unai Cuadrado \| Espagne \| Euskaltel-Euskadi \| + 31 s \| |                       |                |                     |                 |
| |                       |                |                     |                 |
| Source : ProCyclingStats |                       |                |                     |                 |
| Classement général |                       |                |                     |                 |
| Coureur | Coureur               | Pays           | Équipe              | Temps           |
| 1er | Antonio Jesús Soto    | Espagne        | Euskaltel-Euskadi   | 4 h 42 min 19 s |
| 2e | Ángel Madrazo         | Espagne        | Burgos-BH           | + 31 s          |
| 3e | Gonzalo Serrano       | Espagne        | Movistar Team       | + 31 s          |
| 4e | José Joaquín Rojas    | Espagne        | Movistar Team       | + 31 s          |
| 5e | Ryan Gibbons          | Afrique du Sud | UAE Team Emirates   | + 31 s          |
| 6e | Jesús Ezquerra        | Espagne        | Burgos-BH           | + 31 s          |
| 7e | Carlos Canal          | Espagne        | Burgos-BH           | + 31 s          |
| 8e | Gotzon Martín         | Espagne        | Euskaltel-Euskadi   | + 31 s          |
| 9e | Jonas Gregaard Wilsly | Danemark       | Astana-Premier Tech | + 31 s          |
| 10e | Unai Cuadrado         | Espagne        | Euskaltel-Euskadi   | + 31 s          |

## Classement UCI
La course attribue des points au classement mondial UCI 2021 selon le barème suivant :
| Position           | 1er | 2e | 3e | 4e | 5e | 6e | 7e | 8e | 9e | 10e | 11e | 12e | 13e à 15e | 16e à 25e |
| Classement général | 125 | 85 | 70 | 60 | 50 | 40 | 35 | 30 | 25 | 20  | 15  | 10  | 5         | 3         |